# He Yanwen
He Yanwen (kinesiska: 何 燕雯), född den 29 september 1966, är en kinesisk roddare.
Hon tog OS-brons i fyra utan styrman i samband med de olympiska roddtävlingarna 1988 i Seoul.